# Omnia mors aequat

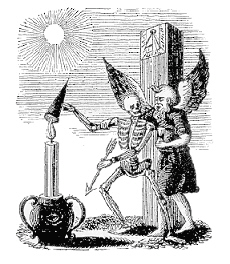
La igualdad ante la muerte.

«Omnia mors aequat» es un tópico literario cuya traducción del propio nombre es «la muerte iguala todo». La muerte en este tópico se ve como una igualadora de las diferencias sociales, lo que significa que después de la vida y de la muerte, seríamos una sociedad homogénea. A pesar de tener muchas diferencias en la sociedad durante la vida, cuando llega la muerte somos indiferentes. Este tópico era usual durante la Edad Media.

## Ejemplos
Un ejemplo de escritores que utilizaban este tópico literario podría ser Jorge Manrique, en la Copla III. Por ejemplo, el siguiente fragmento:
[…] allegados son iguales, 
los que viven por sus manos 

e los ricos.